# 中華聖潔會 (香港)
中華聖潔會（英語：The China Holiness Church），香港基督教機構、辦學團體，以傳揚福音為宗旨。

## 歷史
1930年，吳仲連牧師伉儷及幾位信徒在深水埗成立中華聖潔會，並開始於深水埗街頭佈道和聚會。在成立初期，該會租用荔枝角道一所車房進行聚會。及後因為信徒人數增長，中華聖潔會便遷址深水埗福榮街95號。及後到了日治時期，該會繼續聚會，又遷址至鴨寮街6號三樓。為方便中國內地的福音工作，該會在廣州中山石岐設置佈道所。直至1950年代初期，信徒的數目持續增加，香港中華聖潔會將地址遷到白楊街25號地下。由於認定教育與堂會發展的策略，於是中華聖潔會向政府申辦小學「中聖學校」。不久就集資四十餘萬在深水埗懷惠道建成校舍，並作為堂址。校舍於1957年落成啟用，辦學要旨在於向學生、家長及坊眾傳播福音。1977年，中華聖潔會展開差傳工作。在1981年至1984年間，該會先後派遣宣教士周志豪和孫玉琴遠赴南韓參與中國福音傳播工作。四年後，中華聖潔會在將軍澳臨時房屋區開設睦鄰中心協助社區關懷與植堂工作，並以「中聖教會」名義進行聚會。而教會及中聖教會白普理社區服務中心也遷入寶林邨寶寧樓。

## 開辦學校
1957年，香港中華聖潔會開辦私立小學「中聖學校」。學校到了1976年隨深水埗的人口轉變以及學位需求增加而調整轉型為私立中聖書院。再於1988年由買位中學轉型為直資中學。但在2003年年底，因學校進行擴建工程，該會隨學校由深水埗遷至荔景校舍。中聖書院已於2009年1月遷回現址。另外，中華聖潔會於1987年起申辦津貼中學，直至1998年在大埔成功開辦津貼中學中華聖潔會靈風中學。同時開設分堂「中華聖潔會大埔堂」。

## 外部連結
- 中聖教會 （页面存档备份，存于）
- 中華聖潔會75周年特刊，中華聖潔會 (香港)，2005年 （页面存档备份，存于）